# Sankt Petersborgdeklarationen
Sankt Petersburg-deklarationen af 11. december 1868 var en international aftale hvor datidens stater enedes om at i indbyrdes krige ikke anvende exploderende kugler eller kugler med sprængbare eller brændbare ladninger af mindre end 400 grams vægt. Denne deklaration var foranlediget af tyskeren Dreyses forsøg med explosive geværkugler og blev antaget af alle daværende europæiske stater.

## Eksternhe henvisninger
- Nordisk Familjebok, Uggleupplagan (1915), bind 21, sp. 669; opslag: Petersburg